# محاصره صفد (۱۲۶۶)
محاصره صفد (انگلیسی: Siege of Safed)، بخشی از لشکرکشی بیبرس بندقداری برای بازپس‌گیری بخش‌های مانده اراضی مقدس از پادشاهی اورشلیم بود که با پیروزی ممالیک همراه بود.